# Sint-Willibrorduskerk (Achter-Drempt)
De Sint-Willibrorduskerk is een rooms-katholieke kerk in de Nederlandse plaats Achter-Drempt. Tot aan de reformatie kerkten de bewoners van Achter-Drempt in de Sint-Joriskerk in Voor-Drempt. Nadat deze kerk overging naar de protestanten, bleven de bewoners van Achter-Drempt en omgeving het rooms-katholieke aanhangen. Zij waren sindsdien, samen met de rooms-katholieke bewoners van onder andere Dieren, Spankeren, Steenderen en Olburgen aangewezen op een schuurkerk in Achter-Drempt. In de jaren 1859-1861 werd in Achter-Drempt een eerste volwaardige kerk gebouwd. Om een parochie te krijgen met voldoende kerkgangers, en zo toestemming te verkrijgen voor de bouw van de kerk, werden de parochiegrenzen aangepast, zodat onder andere Hoog- en Laag-Keppel, de Luur en de Lamstraat onder de nieuwe parochie vielen. Rond 1930 was de kerk dusdanig vervallen dat geld werd ingezameld voor een restauratie. Door de hoge donaties werd besloten tot de bouw van een nieuwe kerk. Deze werd in de jaren 1935-1936 gebouwd en kreeg als patroonheilige Willibrord.
De kerk is gebouwd op het fundament van de 19e-eeuwse kerk. De driebeukige kerk heeft aan de voorzijde een brede bakstenen toren, waarin de ingang is verwerkt met daarboven een beeld van Willibrord. Boven op de toren is een ingesnoerde naaldspits aangebracht. Boven het priesterkoor is in het dak een verhoging aangebracht. Deze wordt samen met de rest van het dak gedragen door bakstenen gewelven. In de zijgevels zijn spitsboogvensters met glas in loodramen verwerkt, die in het oostelijk gedeelte worden afgewisseld met steunberen.
In de kerk is een pijporgel aanwezig van de firma Gradussen. Deze is in 1904 gebouwd voor de oude kerk en bijna ongewijzigd overgeplaatst naar de nieuwe kerk. In 1999 is de orgel gerestaureerd, waardoor het weer bespeelbaar was.
In 2012 is door de overkoepelende bekendgemaakt dat wegens te weinig kerkgangers, onder andere de kerk in Achter-Drempt wordt verkocht. De kerk is aangewezen als gemeentelijk monument.